# Geocapromys ingrahami
L'hutia delle Bahamas o hutia di Ingraham (Geocapromys ingrahami (J.A. Allen, 1891)) è un roditore appartenente alla famiglia Capromyidae.

## Descrizione
Gli esemplari adulti di hutia delle Bahamas possono raggiungere una lunghezza di 60 cm. Il colore del mantello può essere grigio, marrone, nero, biancastro o rossastro.

## Biologia

### Comportamento
Si tratta di una specie prevalentemente notturna. Durante le ore di luce preferisce restare sottoterra, dove si riposa grazie all'umidità del terreno.

### Alimentazione
Come altre specie di hutia si nutre di erba, frutta, noci, insetti e saltuariamente lucertole.

### Riproduzione
I piccoli vengono alla luce dopo un periodo di gestazione di circa 4 mesi. Sono in grado di nutrirsi di cibi solidi solo dopo pochi giorni, e rimangono con la madre per circa 2 anni, finché non raggiungono la maturità sessuale.

## Distribuzione e habitat
L'hutia delle Bahamas è endemica delle isole Bahamas, nonostante la maggior parte della popolazione sia localizzata su East Plana Cay.

## Conservazione
La Lista rossa IUCN classifica Geocapromys ingrahami come specie vulnerabile, tuttavia la popolazione non può essere considerata stabile, poiché è minacciata da calamitá naturali come gli uragani, e dai predatori introdotti come i gatti.
Due sottospecie riconosciute sono state dichiarate estinte nel corso del XV sec. Entrambe sono state scoperte grazie ai diari di bordo dei coloni europei.  È probabile che si siano estinte a causa dell'eccessiva espansione dei coloni, piuttosto che a causa della caccia diretta.